# Eirenis
Genre
Synonymes
- Pseudocyclophis Boettger, 1888

Eirenis est un genre de serpents de la famille des Colubridae.

## Répartition
Les 20 espèces de ce genre se rencontrent de l'Europe du Sud (Grèce, Bulgarie) jusqu'au sous-continent indien (Pakistan) en passant par l'Arabie et le Nord-Est de l'Afrique (Égypte, Soudan).

## Liste des espèces
Selon The Reptile Database (23 décembre 2015) :
- Eirenis africanus (Boulenger, 1914)
- Eirenis aurolineatus (Venzmer, 1919)
- Eirenis barani Schmidtler, 1988
- Eirenis collaris (Ménétries, 1832)
- Eirenis coronella (Schlegel, 1837)
- Eirenis coronelloides (Jan, 1862)
- Eirenis decemlineatus (Duméril, Bibron & Duméril, 1854)
- Eirenis eiselti Schmidtler & Schmidtler, 1978
- Eirenis hakkariensis Schmidtler & Eiselt, 1991
- Eirenis kermanensis Rajabizadeh, Schmidtler, Orlov & Soleimani, 2012
- Eirenis levantinus Schmidtler, 1993
- Eirenis lineomaculatus Schmidt, 1939
- Eirenis medus (Chernov, 1940)
- Eirenis modestus (Martin, 1838)
- Eirenis occidentalis Rajabizadeh, Nagy, Adriaens, Avci, Masroor, Schmidtler, Nazarov, Esmaeili & Christiaens, 2015
- Eirenis persicus (Anderson, 1872)
- Eirenis punctatolineatus (Boettger, 1892)
- Eirenis rechingeri Eiselt, 1971
- Eirenis rothii Jan, 1863
- Eirenis thospitis Schmidtler & Lanza, 1990
- Eirenis yassujicus Fathinia, Rastegar-pouyani & Shafaeipour, 2019

## Taxinomie
Le genre Pseudocyclophis a été placé en synonymie avec Eirenis par Nagy, Schmidtler, Joger et Wink en 2003.

## Étymologie
Le nom de ce genre, Eirenis, fait référence à Eiréné, fille de Zeus et Thémis, qui incarne la Paix.

## Publication originale
- Jan, 1862 : Enumerazione sistematica degli ofidi appartenenti al gruppo Calamaridae. Archivio per la zoologia, l'anatomia e la fisiologia, vol. 2, p. 213-330 (texte intégral).